# Total Return
Der Total Return (TR) ist eine Renditekennzahl, mit deren Hilfe sowohl Renditen für Kapitalanlagen als Einzelinvestment als auch Renditen für ganze Portfolios berechnet werden können.

## Abgrenzung
Neben dem Total Return gibt es andere wichtige Renditekennzahlen. Zu nennen sind hier:
- Interner Zinsfuß (IRR)
- Marktwertrendite
- Buchwertrendite
- Nettoverzinsung (nach GdV)

Nicht zu verwechseln ist der Total Return mit dem Absolute Return.

## Formel
Der Total Return (TR) setzt sich aus der Netto-Cash-Flow-Rendite (NCF) und der  Wertänderungsrendite (WÄR) zusammen:
{\displaystyle TR=NCF+W{\ddot {A}}R}

### Netto-Cash-Flow-Rendite (NCF)
{\displaystyle NCF={\frac {Einzahlungen-Auszahlungen}{Marktwert_{t_{0}}}}}
Einzahlungen - Auszahlungen: Hilfsweise werden hier häufig die Aufwände und Erträge verwendet

{\displaystyle Marktwert_{t_{0}}}: eingesetztes (gebundenes) Kapital = Marktwert Anfang Periode

### Wertänderungsrendite (WÄR)
{\displaystyle W{\ddot {A}}R={\frac {Marktwert_{t_{1}}-Marktwert_{t_{0}}}{Marktwert_{t_{0}}}}}
t0 = Beginn Periode

t1 = Ende Betrachtungsperiode

## Einsatzgebiete

### Kapitalanlage allgemein
Der Total Return wird häufig für die Berechnung einer Rendite von Kapitalanlagen verwendet.

### Immobilien
Zur Renditeberechnung im Immobilienbereich ist der Total Return die am häufigsten verwendete Kennzahl. Sein großer Vorteil gegenüber dem IRR ist, dass hier die Rendite aus dem laufenden Geschäft (Cash-Flow-Überschuss), als auch die Veränderung des Marktwertes getrennt dargestellt und berechnet werden kann.
Damit ist eine genauere Analyse und Steuerung der einzelnen Immobilie möglich.

## Zusammenfassung
Üblicherweise wird der Total Return auf Jahresbasis berechnet, kann aber auch für andere Perioden berechnet werden, wie z. B. für 3,5 oder 10 Jahre. Hierbei ist jedoch zu beachten, dass die Rendite immer auf die Basis pro Jahr umgerechnet werden muss, um eine Vergleichbarkeit herzustellen.